# MPEG-3
MPEG-3 розроблявся групою MPEG як стандарт кодування аудіо й відео для Телебачення високої чіткості (англ. High-definition television), що має швидкість передачі даних у діапазоні від 20 до 40 Мбіт/с.
MPEG-3 почав розроблятися приблизно в той же час, що і MPEG-2. Однак незабаром з'ясувалося, що ті ж завдання може виконувати й дещо модифікована версія стандарту MPEG-2. Незабаром після цього робота зі стандарту MPEG-3 була припинена.
Не слід плутати MPEG-3 з MPEG-1 Part 3 Layer 3, що називається MP3.